# مهدی صارمی
مهدی صارمی (زادهٔ ۱۸ مرداد ۱۳۵۳) بازیگر، مجری تلویزیونی و آهنگساز اهل ایران است.

## فعالیت
مهدی صارمی معروف به عموخشی، نخستین بار سال ۱۳۷۰ در عرصهٔ تئاتر در کنار سعدی افشار کار هنری خود را شروع کرده‌است و همزمان به آهنگسازی کودک پرداخته‌است. وی از سال ۱۳۸۶ دربرنامهٔ آقاجون سلیمون ایفای نقش کرده‌است و در برنامه عمو پورنگ فعالیتش را در تلویزیون ادامه داد. از سال ۱۳۸۸ تا ۱۳۹۰ اجرای برنامهٔ «جَمعمون جَمعه» را بر عهده داشت و در سال ۱۳۹۰ هم مسابقه «گنج امیر» را از شبکه دو اجرا می‌کرد همزمان در شبکه‌های جام جم در برنامه‌های چرخ و فلک و آبرنگ اجرا داشت. مهدی صارمی از سال ۹۰ تا ۹۵ مجری و بازیگر برنامهٔ «رنگین کمان» شبکه پنج (شبکه تهران) بود و حدود هزار قسمت به ایفای نقش عموخشی پرداخت و در همچنین او در چندین فیلم سینمایی کودک بازی کرده‌است، او در حال حاضر از طنزپردازان معروف اینستاگرام است. او کلیپهای طنز بسیار پربیننده درست می‌کند و در کارش بسیار موفق شده‌است.